# Sattajärvi (Hietaniemi socken, Norrbotten)
Sattajärvi är en sjö i Övertorneå kommun i Norrbotten och ingår i Sangisälvens huvudavrinningsområde. Sjön har en area på 0,303 kvadratkilometer och ligger 133 meter över havet. Sjön avvattnas av vattendraget Sattaoja.

## Delavrinningsområde
Sattajärvi ingår i det delavrinningsområde (738431-183247) som SMHI kallar för Ovan Matkabäcken. Medelhöjden är 162 meter över havet och ytan är 27,85 kvadratkilometer. Det finns inga avrinningsområden uppströms utan avrinningsområdet är högsta punkten. Sattaoja som avvattnar avrinningsområdet har biflödesordning 2, vilket innebär att vattnet flödar genom totalt 2 vattendrag innan det når havet efter 71 kilometer. Avrinningsområdet består mestadels av skog (76 procent) och sankmarker (15 procent). Avrinningsområdet har 0,3 kvadratkilometer vattenytor vilket ger det en sjöprocent på 1,1 procent.